# Kladisztika

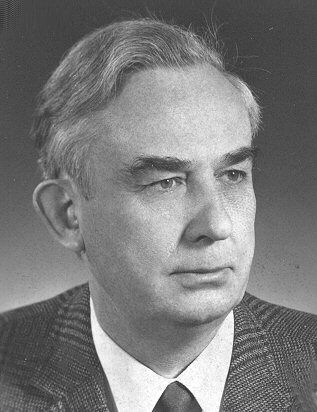
Willi Hennig német biológus

A kladisztika a biológiai rendszertanban a leszármazási mintázatokat feltáró módszertan, a filogenetikus rendszertan modern módszertana. Alapjait Emil Hans Willi Hennig (1913–1976) német entomológus fektette le az 1950-es években, aki a módszert filogenetikus szisztematikának nevezte.
Módszerei a biológián kívül más történetiséggel foglalkozó tudományokban is számításba jöhetnek, például a nyelvészetben a nyelvek törzsfájának összeállításakor vagy egyes kéziratos anyagok történeti kialakulásának értékelésében.
Besorolható a többváltozós módszerek közé, ám azoknál specializáltabb, mivel a matematikai alapokon kívül nagy súllyal esnek latba a kutató evolúcióról alkotott elképzelései: a numerikus taxonómiával ellentétben az egyes karakterek nem egyformán lényegesek, csak az evolúciós információt hordozókra van szükség, a többi csak zavarja az összképet. Az egyes tulajdonságok különböző állapotai sem egyformán lényegesek. Kimondható, hogy ha egy csoport evolúciója során egy tulajdonság eltűnik, akkor az igen kis valószínűséggel, vagy egyáltalán nem jelenhet meg újra, valamint hogy egy-egy különleges tulajdonság nem alakulhatott ki két evolúciós vonalon egymástól függetlenül[forrás?]. Látszik tehát, hogy sok múlik a rendszerező biológuson, annak evolúciós, és a konkrét csoportra alkalmazott speciális elképzelésein.
A kladisztika a vizsgált objektumok jelenbéli állapotát tekintve igyekszik egy (valójában sohasem igazolható) múltbéli eseménysorozatot felderíteni. (Újabb irányzat a sztratokladisztika, amely megpróbálja figyelembe venni a rétegtani – időbeli sorrendiségre vonatkozó – információkat is.)

## Alapelvek, fogalmak

A filogenetikus csoportok vagy taxonok lehetnek monofiletikusak, parafiletikusak vagy polifiletikusak

A kladisztika alapelve szerint a leszármazási viszonyok fagráfokként ábrázolhatók. Ezek általános elnevezése a kladogram (görög κλάδος, kladosz=ág). A kladogram „levelei” a tanulmányozott taxonok (OTU=Operational Taxonomic Unit vagy EU=Evolutionary Unit). A fagráf belső csúcsai általában kihalt, vagy csupán feltételezett evolúciós egységeket jelölnek (HTU, Hypothetical Taxonomic Unit). A fagráf gyökere, amennyiben létezik, az összes szereplő taxon legfiatalabb közös ősét jelöli, ennek megállapítása a kladisztikai vizsgálat egyik legbizonytalanabb része. Az egyes élek a leszármazási utakat jelölik, tehát az ős-leszármazott relációkat (tehát a gráf irányított gráf, ha nem is szokás a nyilakat feltüntetni).
A kladogramok általában dichotómikusak (csak kettős elágazásokat tartalmaznak), számos irányzat ezt elő is írja, és megoldatlannak tekinti a három- vagy többszörös elágazásokat (azaz a politómikus fákat).
Mivel fákról, azaz körmentes gráfokról beszélünk, kizárjuk vizsgálódásunkból a már elágazott taxonok újrakapcsolódását (anasztomózis, avagy retikuláris evolúció), holott ez közel sem lehetetlen (lásd hibridizáció és más génáramlási lehetőségek). Ezért a kladisztika inkább a már stabilizálódott makro-, mintsem a kiforratlan, kialakulatlan mikroevolúció kutatási eszköze, utóbbi esetben a fában gondolkodás („tree thinking”) nem mindig célravezető.
A kladogram részfáit ágnak vagy kládnak nevezzük, az ide tartozó evolúciós egységek monofiletikus csoportot alkotnak. A közös őst közvetlenül megelőző őstől származó klád az előbbiek testvércsoportja. (A monofiletikus csoport a közös őstől származó minden taxont tartalmazza, ha nem mindegyiket, akkor parafiletikus csoportról beszélünk. Léteznek még a polifiletikus csoportok, ezek nem tartalmazzák minden részcsoport közvetlen őseit; ilyen például a hagyományos értelemben vett halak csoportja, hiszen a bojtosúszójú halak közelebb állnak a négylábú gerincesekhez, mint a többi halhoz).
A kladisztikában Occam borotvája – azaz hogy a jelenségek magyarázatában előnyben részesítendők az egyszerűbb hipotézisek a bonyolultabbakkal szemben – a minimális evolúciós utak elvében fejeződik ki. Ennek értelmében azt tekintjük optimális fának, amely a taxonok lehető legkisebb mértékű megváltozásával jár. Ez könnyen érthető a távolság alapú kladisztikában és központi jelentőségű a karakter alapú módszerek esetében is: ezeknél takarékossági elv (avagy parszimónia-elv) a neve.

## Karakter-alapú kladisztika
Apomorfiának egy taxonómiai karakter (tulajdonság, bélyeg, jelleg) levezetett, tehát az evolúcióban újonnan megjelent állapotát tekintjük. Ezzel szemben a karakter ősi állapota a pleziomorfia. Szünapomorfia a levezetett bélyegekben való megegyezés, szünpleziomorfia az ősi bélyegekben való megegyezés. Ha egy csoport ősében megjelent valamilyen új tulajdonság és azt továbbadta utódainak, akkor az utódok között fennáll a szünapomorfia, vagyis felismerhetően monofiletikus csoportot alkotnak. Ha egy csoport tagjai között csak olyan közös tulajdonságok figyelhetők meg amelyek ősiek (szünpleziomorfia), akkor ez a csoport közös őséről nem hordoz érdemi információt, taxonképzés alapja tehát nem lehet.
Módszerek a karakterek pleziomorf vagy apomorf voltának – azaz a karakterek polaritásának – eldöntésére:
- külcsoport-módszer
- a „gyakoribb az ősibb” elve
- fosszilis bizonyítékok alkalmazása, ha rendelkezésre állnak megfelelően nagy és viszonylag hiánytalan leletsorok
- az egyedfejlődés (ontogenezis) során előbb jelentkező állapot általában az ősibb (Haeckel-törvény, rekapitulációs elmélet)
- az atavizmusok (pl. csökevényes szervek) utalhatnak a tulajdonság korábbi állapotára
- a primitív bélyegek gyakran korrelálnak (együtt, egy csoportban jelennek meg)
- a csoporton belüli párhuzamos evolúciós trendek összehasonlító értékelése
- a taxonok elterjedésének figyelembe vétele (a régebbi taxonoknak több idejük volt az evolúció során az elterjedésre)

### Parszimónia-elv
Az az elv, mely szerint a legegyszerűbb (legkevesebb feltevést tartalmazó) magyarázat a helyes. (A filozófiában ugyanez az elv Occam borotvája.)
A kladisztikában ez annyit jelent, hogy feltételezzük, hogy egy faj kifejlődése a legkevesebb mutációval ment végbe. Például ha egy DNS szakasz CAGTG-ról CGTTG-re változott, feltételezzük, hogy a 2. és a 3. bázison egyszer történt pontmutáció. Más módokon is lehetne magyarázni a változást, de ez a legegyszerűbb, és a parszimónia elve szerint ez a legvalószínűbb.